# NGC 3367
NGC 3367 é uma galáxia espiral barrada (SBc) localizada na direcção da constelação de Leo. Possui uma declinação de +13° 45' 01" e uma ascensão recta de 10 horas, 46 minutos e 34,9 segundos.
A galáxia NGC 3367 foi descoberta em 19 de Março de 1784 por William Herschel.